# Benátky (Pelhřimov)
Benátky (německy Benatek) je malá vesnice, část okresního města Pelhřimov. Nachází se asi 10 km na jih od Pelhřimova. Osadou protéká říčka Bělá, která je pravostranným přítokem Hejlovky. Benátky leží v katastrálním území Benátky u Houserovky o rozloze 2,41 km².

## Historie
První písemná zmínka o vesnici pochází z roku 1202.
V letech 1850–1910 byla vesnice součástí obce Rohovka, v letech 1921–1950 samostatnou obcí a v letech 1961–1980 součástí obce Houserovka. Od 1. července 1980 se stala součástí města Pelhřimova.

## Další fotografie

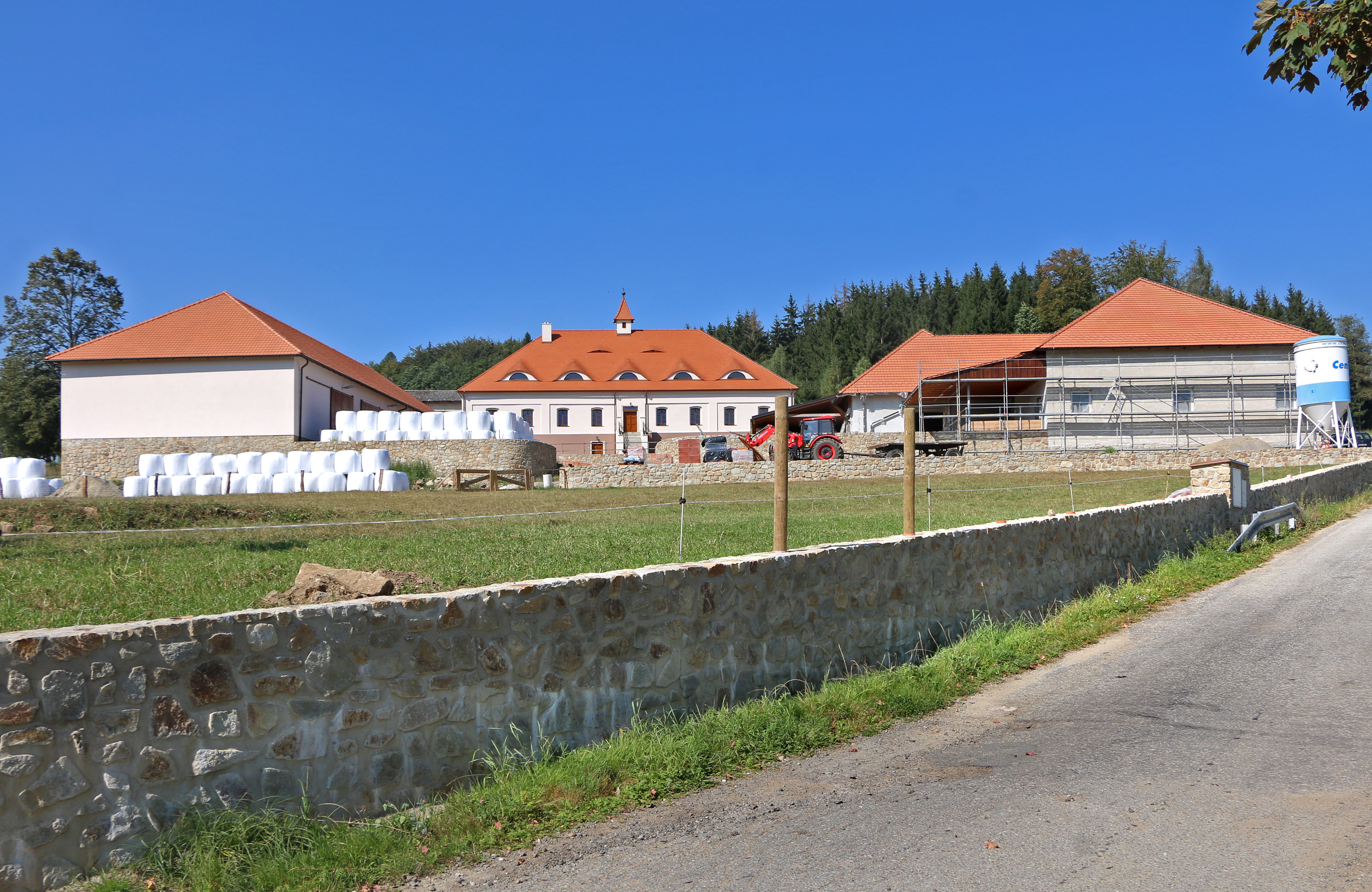
Opravovaný bývalý statek
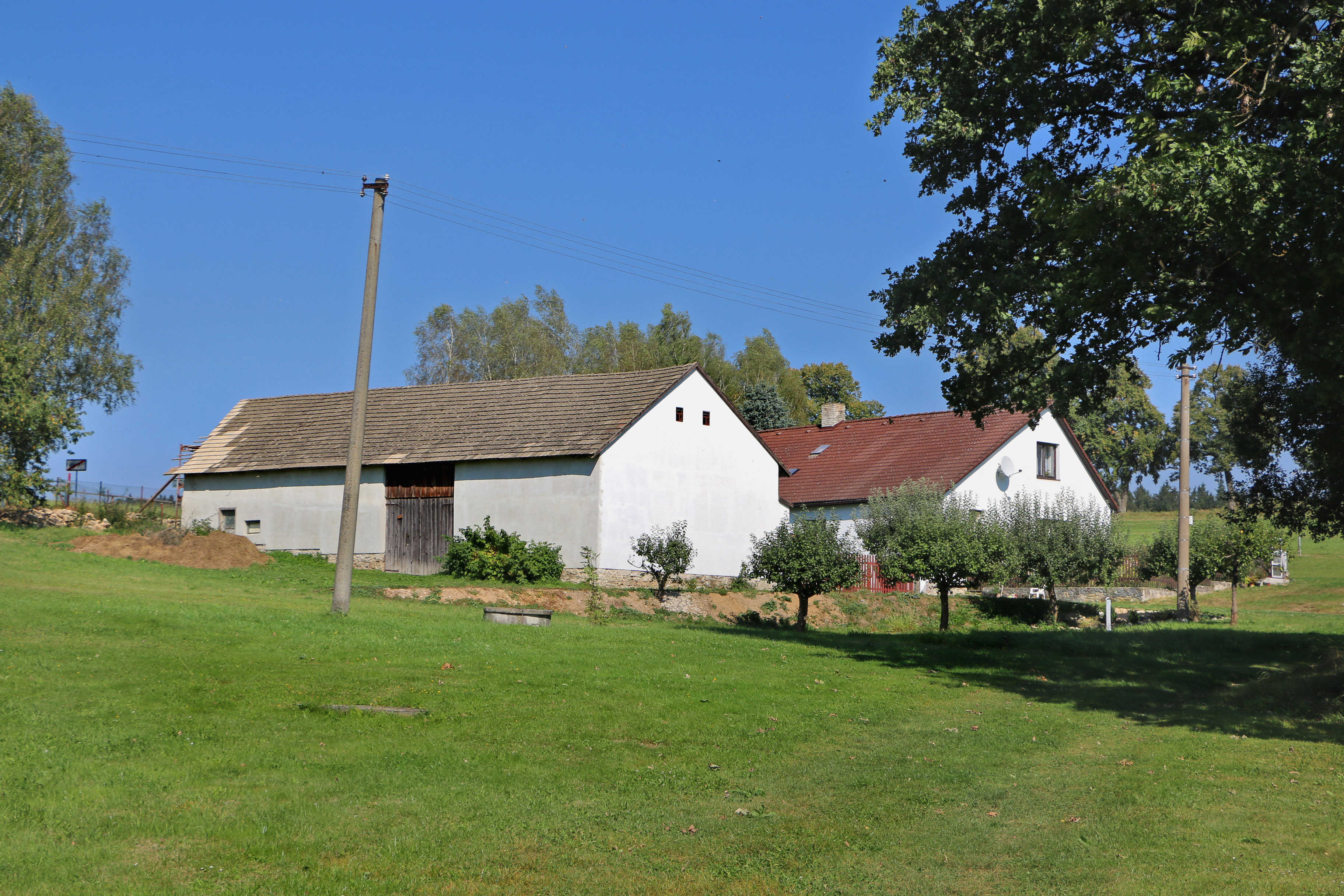
Dům čp. 1
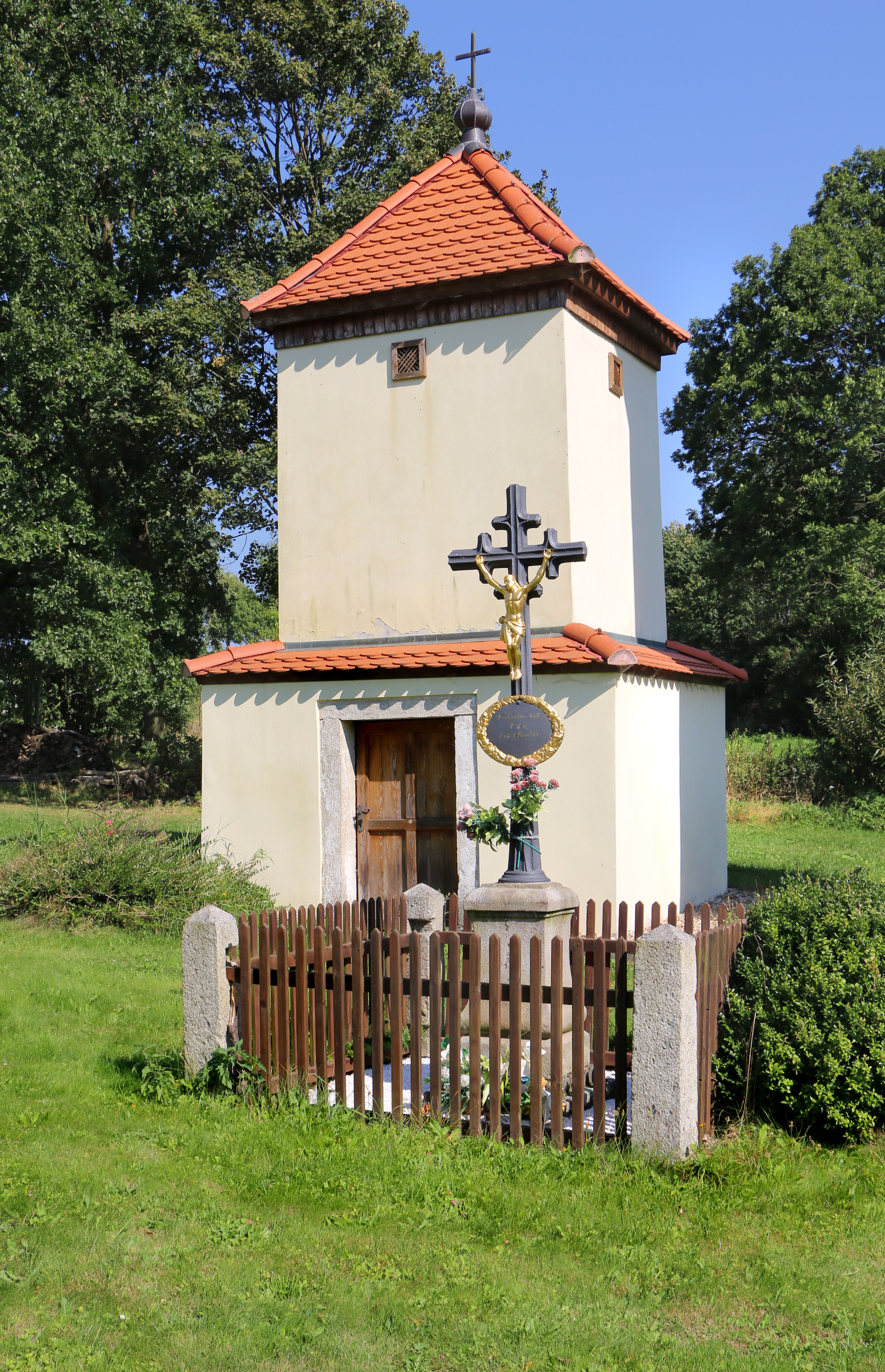
Kaplička u rybníka